# Friedrich von Fürstenberg (Domherr)

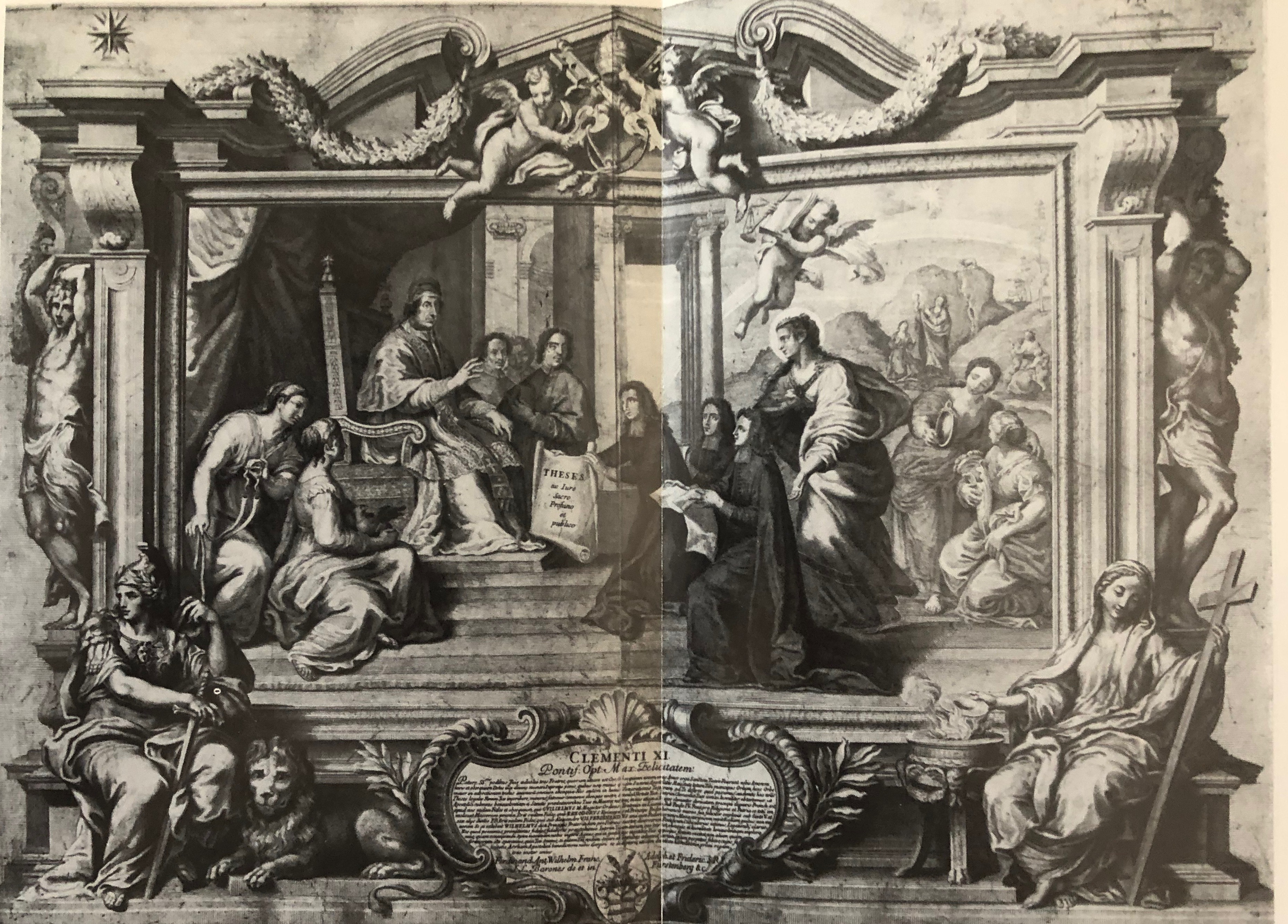
Die Domherren Ferdinand Anton, Wilhelm Franz Adolf und Friedrich von Fürstenberg überreichen Papst Clemens XI. ihre Thesen

Friedrich Freiherr von Fürstenberg (* 21. Juli 1685; † 24. Januar 1706) war Domherr in Münster.

## Leben

### Herkunft und Familie
Friedrich von Fürstenberg war Sohn von Ferdinand von Fürstenberg und seiner Gemahlin Maria Theresia von Westphalen zu Laer und entstammte damit dem Adelsgeschlecht von Fürstenberg, einem der ältesten und bedeutendsten Westfalens. Zahlreiche namhafte Persönlichkeiten aus Kirche und Staat sind aus dem Familienstamm hervorgegangen. Einer der bedeutendsten Vertreter der Familie war der Fürstbischof Ferdinand von Fürstenberg. Friedrich hatte acht Brüder und sieben Schwestern, von denen allerdings viele einen frühen Kindstod fanden. Sein Bruder Christian Franz (1689–1755) war Mitglied des Reichshofrats und Erbdroste, Wilhelm Franz (1684–1707), Hugo Franz (1692–1755), Friedrich Christian (1700–1742), Franz Egon (1702–1761) und Ferdinand Anton (1683–1711) waren Domherren in Münster und Paderborn.

### Wirken
Friedrich studierte von 1700 bis 1703 in Würzburg und anschließend in Siena. Von seinem Onkel Johann Adolf, der im 1700 verzichtete, erhielt er eine Dompräbende in Münster. Er war Kanoniker im Ritterstift Odenheim. Friedrich verzichtete zugunsten seines Bruders Christian Franz und reiste im November 1705 auf ärztlichen Rat wegen seines Lungenleidens nach Rom. Kurze Zeit später, am 24. Januar 1706, verstarb Friedrich.